# Cambridge University Press
Pour les articles homonymes, voir CUP.
Cambridge University Press ou CUP (en français, Presses universitaires de Cambridge) est une maison d'édition universitaire britannique rattachée à l’université de Cambridge. Elle est, avec l'Oxford University Press, l'une des deux « privileged presses (en) », c'est-à-dire des maisons d'édition qui ont le droit de publier la version de la Bible autorisée en Grande-Bretagne.

## Historique

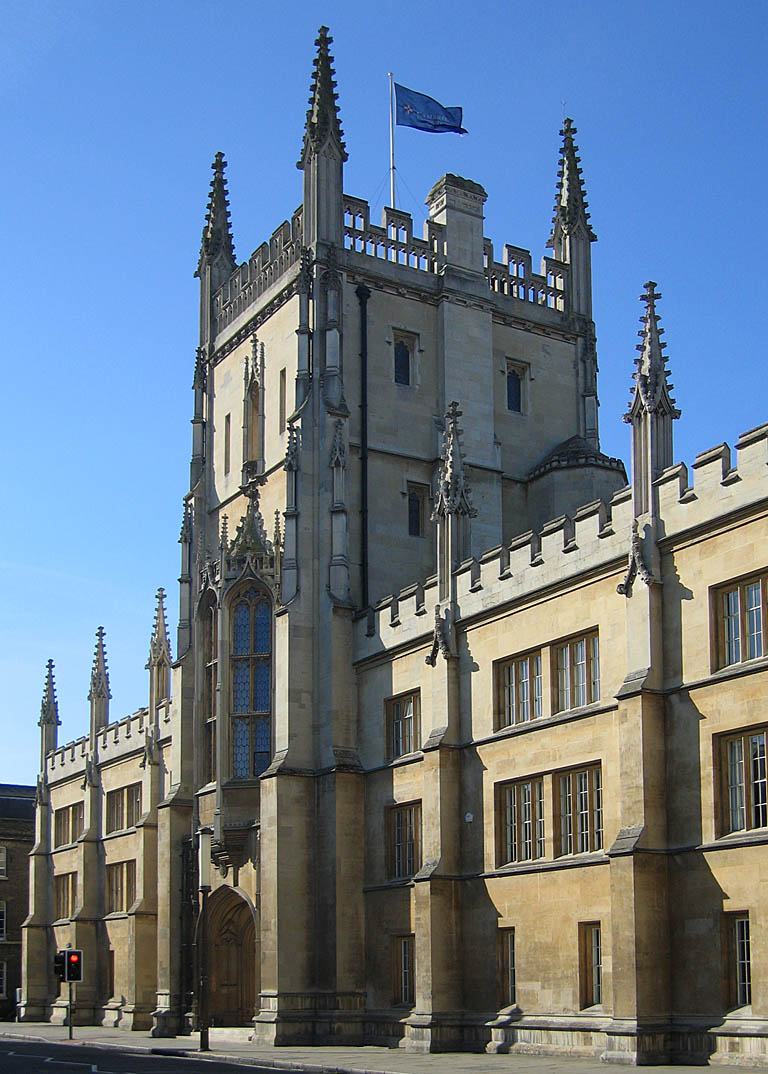
Siège de Cambridge University Press à Cambridge.

Fondée par lettres patentes accordées par Henri VIII en 1534, Cambridge University Press est l'un des plus anciens éditeurs de livres encore en activité dans le monde.
La maison a publié son premier livre en 1584 et a sorti au moins un livre par année depuis. C'est à la fois une maison d'édition universitaire et l’imprimeur des documents officiels de l’université de Cambridge.
Les auteurs publiés par cette maison comptent entre autres John Milton, William Harvey, Isaac Newton et Stephen Hawking. Chaque année, environ deux cents revues et deux mille livres sont publiés.

## Auteurs publiés
- Uli Windisch